# Dan Cox
Daniel Lewis Cox (Washington D. C., 9 de agosto de 1974) es un político estadounidense. Afiliado al Partido Republicano, entre 2019 y 2023 representó al cuarto distrito en la Cámara de Delegados de Maryland.
Cox fue candidato republicano en la elección para gobernador de Maryland de 2022, siendo respaldado por el expresidente Donald Trump.

## Educación y carrera
Asistió al Campus Global de la Universidad de Maryland, donde en 2002 obtuvo una licenciatura en gobierno y política. Asistió a la Facultad de Derecho de la Universidad Regent, donde en 2006 obtuvo un título de Juris doctor con distinción. Ha sido miembro de la Asociación de Abogados del Estado de Maryland desde 2006 y trabajó como abogado independiente fuera de Emmitsburg, Maryland.

## Posiciones ideológicas

### Aborto
Cox está en contra del aborto. En febrero de 2021, se unió a los delegados Kathy Szeliga y Sid Saab en una protesta contra el aborto en la Casa del Estado de Maryland. Ha copatrocinado varios proyectos de ley que prohibirían los abortos si se detecta un latido cardíaco fetal, incluida la Ley de protección de los latidos cardíacos fetales de Maryland (HB 1195).
En junio de 2022, Cox elogió el fallo de la Corte Suprema en el caso Dobbs contra Jackson Women's Health Organization, que anuló Roe contra Wade y Planned Parenthood contra Casey. Durante su campaña para gobernador, Cox dijo que terminaría con la financiación de los contribuyentes a través de Medicaid para los abortos.

### Cambio climático
Cox rechaza el consenso científico sobre el cambio climático. Cox votó en contra de la Ley de Soluciones Climáticas Ahora de 2021 (SB 414), un proyecto de ley que habría incluido un objetivo para reducir las emisiones de gases de efecto invernadero a un nivel que es un 50 por ciento más bajo de lo que era en 2006 para 2030.

### Comunidad LGBT
Cox ha dicho que prohibiría a los estudiantes transexuales competir en equipos deportivos femeninos en las escuelas.

### Inmigración
Durante su campaña de la Cámara de Representantes de 2016, Cox apoyó firmemente la regulación de la inmigración. Dijo que apoyaría la plena aplicación de las leyes existentes y la aprobación de la Ley Kate, que establecería sentencias de prisión mínimas obligatorias de cinco años para cualquier inmigrante condenado por reingresar al país después de ser deportado.
Cox se opuso a la HB892, un proyecto de ley que requeriría una orden judicial para que el Servicio de Control de Inmigración y Aduanas de Estados Unidos buscase en la base de datos de licencias de conducir del estado.
Cox se opuso enérgicamente a la Ley Dignity Not Detention, que habría requerido que las personas arrestadas por delitos civiles federales fueran detenidas en instalaciones federales en lugar de instalaciones estatales o locales. Durante el debate en la Cámara antes de la votación final del proyecto de ley, Cox leyó una lista de delitos que las agencias locales encargadas de hacer cumplir la ley no podrían usar para pasar a personas indocumentadas a ICE después de que completaron las sentencias por sus delitos. El proyecto de ley fue aprobado por la Asamblea General de Maryland con una mayoría a prueba de vetos, pero el gobernador Hogan lo vetó el 27 de mayo de 2021.

### Salud
Durante su campaña de la Cámara de Representantes de 2016, Cox dijo que se movería para desechar la Ley del Cuidado de Salud a Bajo Precio si fuera elegido.

### QAnon
En octubre de 2020, Cox hizo una publicación en su cuenta de Twitter que contenía hashtags relacionados con la teoría de la conspiración de QAnon.
En abril de 2022, Cox asistió a la conferencia "Patriots Arise for God and Country" en Gettysburg, Pensilvania. El evento fue organizado por los teóricos de la conspiración de QAnon, Francine y Allen Fodsick, y presentó imágenes de teorías de conspiración relacionadas con los ataques del 11 de septiembre, el asesinato de John F. Kennedy y las vacunas.

## Vida personal
Cox está casado desde 1996 con Valerie, con quien tiene diez hijos.

## Resultados electorales

### Secretario del Tribunal de Circuito del Condado de Dorchester
| Año  |         | Partido | Votos            | Porcentaje | Resultado | Ref. |
| ---- | ------- | ------- | ---------------- | ---------- | --------- | ---- |
| 2006 | R       | 3,629   | \| \| 34,99 % \| | No electo  | [ 22 ]    |      |
|      | 34,99 % |         |                  |            |           |      |

### Cámara de Representantes de los Estados Unidos
| 2016 | 8.º distrito congresional de Maryland | R | 124,651 | \| \| 34,21 % \| | No electo | [ 23 ] |
|      | 34,21 %                               |   |         |                  |           |        |

### Cámara de Delegados de Maryland
|  | 20,63 % |

|  | 59,58 % |

### Gobernador de Maryland
| Año  |         | Partido | Etapa   | Votos            | Porcentaje | Resultado | Ref. |
| ---- | ------- | ------- | ------- | ---------------- | ---------- | --------- | ---- |
| 2022 | R       | General | 644,000 | \| \| 32,12 % \| | No electo  | [ 25 ]    |      |
|      | 32,12 % |         |         |                  |            |           |      |